# Hypersensibilité sinocarotidienne
Pour les articles homonymes, voir HRS.
L'hypersensibilité sinocarotidienne est la survenue d'une bradycardie (cœur lent) prolongée, voire d'une pause cardiaque, survenant après compression du sinus carotidien au niveau de l'extrémité supérieure de l'artère carotide commune et pouvant provoquer un malaise ou une syncope.

## Description
Le malaise se fait typiquement dans certaines circonstances : extension-rotation du cou, rasage, mise en place d'une cravate…, toute situation où la portion médiane de la carotide est susceptible d'être comprimé au niveau de la face antéro-latérale du cou.

## Diagnostic
Il est fait à l'aide d'un massage sinocarotidien au cours d'un électrocardiogramme. Ce massage peut être fait en position couchée ou debout. L'appui sur la région du sinus carotidien provoque, chez une personne normale, un léger ralentissement du cœur (bradycardie) ainsi qu'une baisse tensionnelle, ces deux éléments pouvant être dissociés (formes plus cardioplégique où le ralentissement cardiaque prédomine, forme plus vasoplégique où c'est la chute tensionnelle). En cas d'hypersensibilité, ce ralentissement peut être extrême avec une pause (asystolie) pouvant durer plusieurs secondes. Toutefois une pause de quelques secondes se voit dans plus d'un tiers des personnes de plus de 65 ans n'ayant aucune notion de syncope, parfois accompagnée d'une chute tensionnelle.
Le massage sinocarotidien se complique exceptionnellement d'un accident neurologique, le plus souvent régressif rapidement et survenant surtout chez la personne âgée.

## Traitement
Si les pauses sont peu importantes, un simple évitement des situations qui les provoquent peut suffire. La diminution d'un traitement contre l'hypertension artérielle peut être discutée.
Si le patient est fortement symptomatique, avec des malaises répétés et avec des pauses supérieures à 3 secondes lors de la compression des sinus carotidiens, la pose d'un stimulateur cardiaque peut être proposée. Cette indication est plus discutable en cas de malaise isolé, la récidive n'étant pas automatique.